# SX Ворона
SX Ворона (лат. SX Corvi, HD 110139) — двойная затменная переменная звезда типа W Большой Медведицы (EW) в созвездии Ворона на расстоянии приблизительно 324 световых лет (около 99,2 парсек) от Солнца. Видимая звёздная величина звезды — от +9,25m до +8,99m. Орбитальный период — около 0,3166 суток (7,5993 часа). Возраст звезды определён как около 8,08 млрд лет.
Переменность открыта Н. Б. Санвалом и др. в 1974 году****.

## Характеристики
Первый компонент — жёлто-белая звезда спектрального класса F8, или F7V*, или F6-7*, или F6V*. Масса — около 1,246 солнечной, радиус — около 1,347 солнечного, светимость — около 2,632 солнечных. Эффективная температура — около 6340 К.
Второй компонент — жёлто-белая звезда спектрального класса F7V*. Масса — около 0,098 солнечной, радиус — около 0,409 солнечного, светимость — около 0,216 солнечной. Эффективная температура — около 6160 К.

## Планетная система
В 2019 году учёными, анализирующими данные проектов HIPPARCOS и Gaia, у звезды обнаружена планета.